# La trukulenta historia del kapitalismo
La trukulenta historia del kapitalismo es un libro escrito e ilustrado por Eduardo del Río y publicado por Grijalbo; el libro trata acerca de la historia del capitalismo haciendo énfasis en los crímenes cometidos por el sistema, así como de las características negativas del mismo.

## Sinopsis
El libro comienza con el contexto del sistema feudal en Europa en el siglo XV y sus respectivas características. Los primeros capitalistas surgieron a partir de pequeños mercaderes de Venecia, quienes adquirían una serie de productos de distintos lugares y después los cambiaban por otros procurando ganar en el cambio.
Así fue que a base del descubrimiento de América y de territorios africanos, árabes y chinos, los países europeos fueron incrementando sus riquezas mientras los pueblos conquistados eran vendidos como esclavos. Rius nos ilustra ampliamente la forma explotar los nuevos territorios conquistados, como la llegada del cristianismo a América, el intercambio de productos inservibles por oro y marfil, etc.
A partir de la Revolución industrial, la forma de explotación capitalista cambio y los dueños de las fábricas incrementaron enormemente su producción y por tanto, su riqueza, mientras que el trabajador paso a ocupar un puesto totalmente inferior donde los hombres, mujeres y niños son considerados una pieza más de máquinas.
Sin embargo, sus defectos y contradicciones del nuevo sistema fueron tan evidentes que fue inevitable la crisis mundial de 1873. Rius también nos habla de las ideas socialistas que empezaron a surgir a raíz de las crecientes inconformidades de los trabajadores de las fábricas, como las ideas de Karl Marx acerca de la propiedad privada, la propiedad colectiva de los medios de producción, el proletariado, la plusvalía, etc.
Finalmente, Rius enuncia los todos los aspectos negativos del sistema capitalista, tales como las causas de las crisis mundiales y de la primera y segunda guerras mundiales, el consumismo, neoliberalismo, globalización, imperialismo, etc.
los osos malos.